# Sammakko-oja
De Sammakko-oja is een beek, die stroomt in de Zweedse  gemeente Pajala. De beek dient als afwatering van een moerasgebied. Dat moerasgebied ligt ten westen van de heuvel Paljukanvaara, aan de andere kant van de heuvel ligt de "bron" van de Paljukanrivier. Beide rivieren monden uiteindelijk uit in de Pentäsrivier. De Sammakko-oja is ongeveer 4 kilometer lang.